# Miss Supranacional

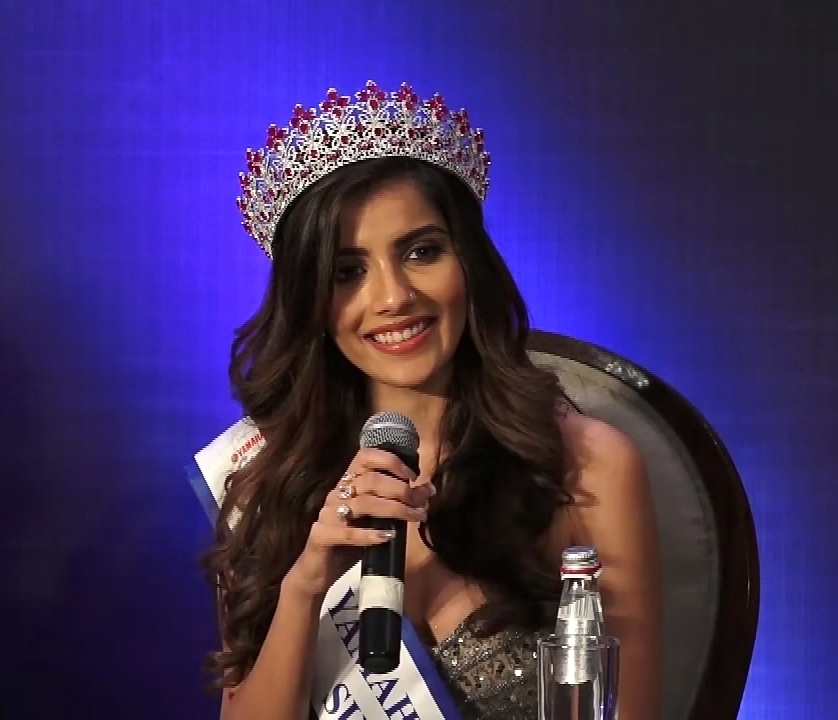
Miss Supranacional India 2018
(Aditi Hundia)

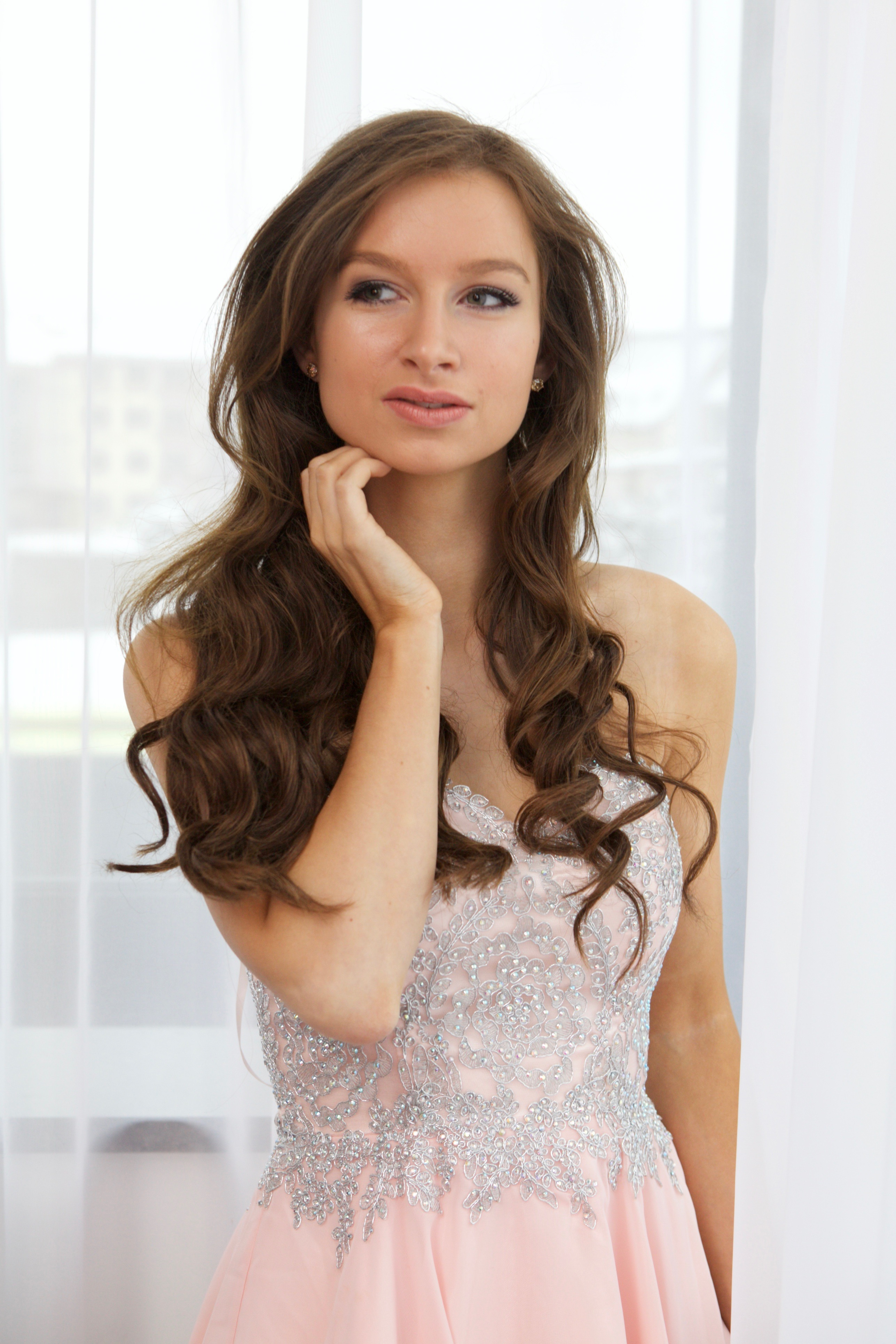
Miss Supranacional Bélgica 2017
(Kim Detollenaere)

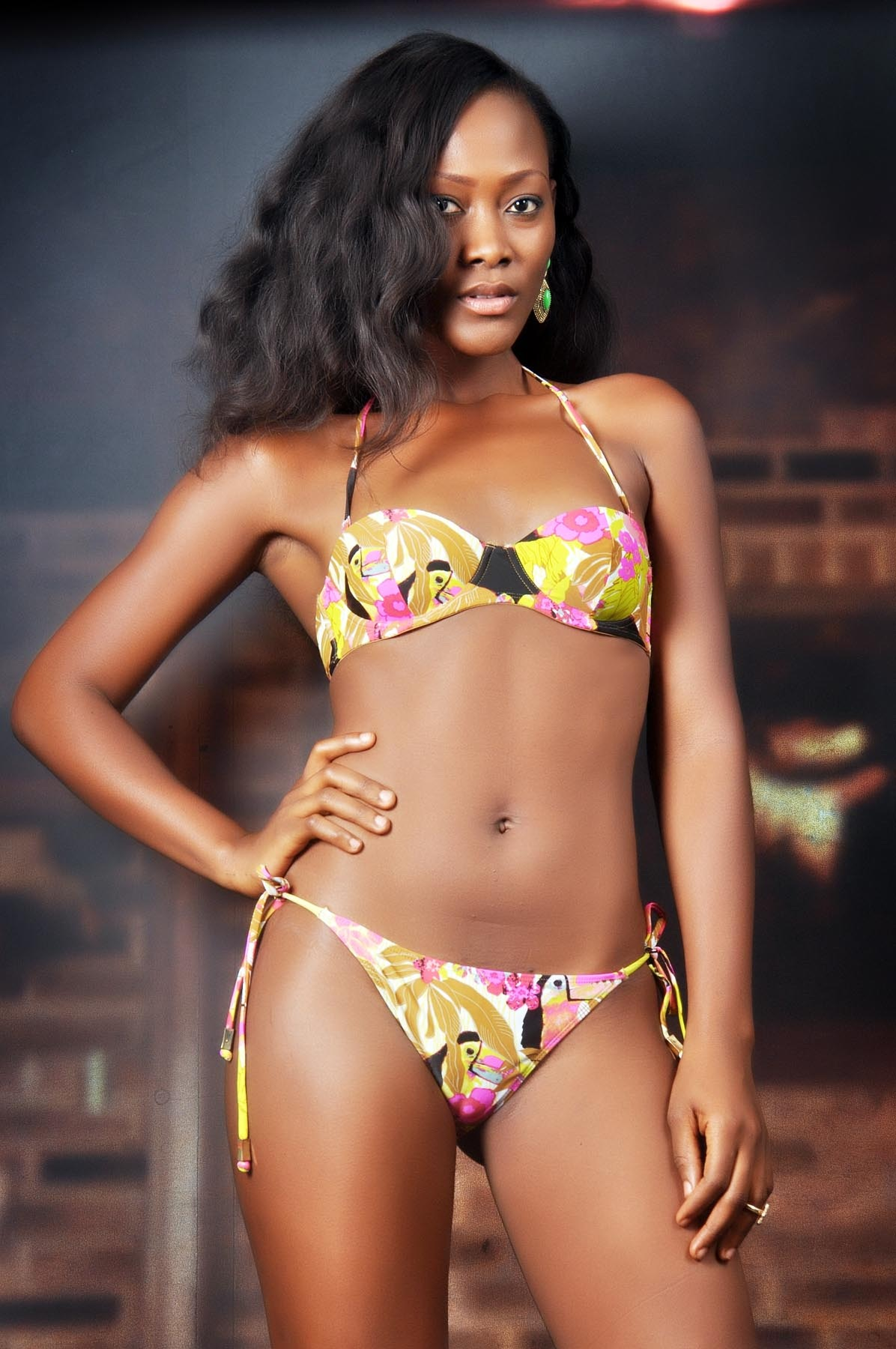
Miss Supranacional Nigeria 2013
(Faith Ogei)

Miss Supranacional es un concurso de belleza femenino internacional de origen polaco, que se celebra anualmente. Candidatas provenientes de diferentes países (independientes o autónomos) del mundo se reúnen cada año en este país para competir por la corona. Se dice que la ganadora del concurso es «la mujer más bella del mundo». Cada concursante representa a su país de origen, y la ganadora del concurso lleva el título por un período de un año, añadiendo a él el año en que lo ganó. La ganadora de Miss Supranacional 2025 y actual reina del certamen es Eduarda Braum de Brasil, quien fue coronada el 27 de junio en Polonia.

## Historia
En 2009, la empresaria panameña Marcela Yandar Lobon, presidenta de World Beauty Association, con ayuda del empresario polaco Gerhard Von Lipinski, presidente de Miss Polski, decidió crear el concurso de belleza Miss Supranational. Ambos decidieron que el país sede para el concurso sería Polonia, en la ciudad de Płock, mientras que la organización estaría centrada en la Ciudad de Panamá.
El certamen surgió bajo la idea de competitividad con los concursos de Miss Universo y Miss Mundo, de donde tomaron varios conceptos 
como el sistema de competencia en la gala final. El lema del concurso es: «Uniendo nuestro mundo con belleza», con el cual buscan enaltecer la belleza femenina.
La primera edición del concurso se llevó a cabo el 5 de septiembre de 2009, tomando como sede la ciudad de Płock, Polonia, contando con la participación de candidatas de 36 países del mundo. La ganadora fue Oksana Moria de Ucrania.
Durante las primeras tres ediciones del concurso, Miss Supranacional se realizó de manera consecutiva en la ciudad de Plock, Polonia, y desde su inicio hasta hoy en la actualidad  se transmite por el canal polaco TV 4 de la televisora Polsat, además de vía Internet para varios países del mundo.
En 2012, el certamen realiza su primera edición fuera de la ciudad Płock, siendo la ciudad de Varsovia, Polonia, sede del certamen ese año, en donde resultó como ganadora Ekaterina Buraya, de Bielorrusia. Para el año 2013, el certamen se trasladó por primera vez fuera del territorio polaco, siendo la ciudad de Minsk, Bielorrusia, la encargada de realizar el certamen en el Palacio de los Deportes de esta ciudad.

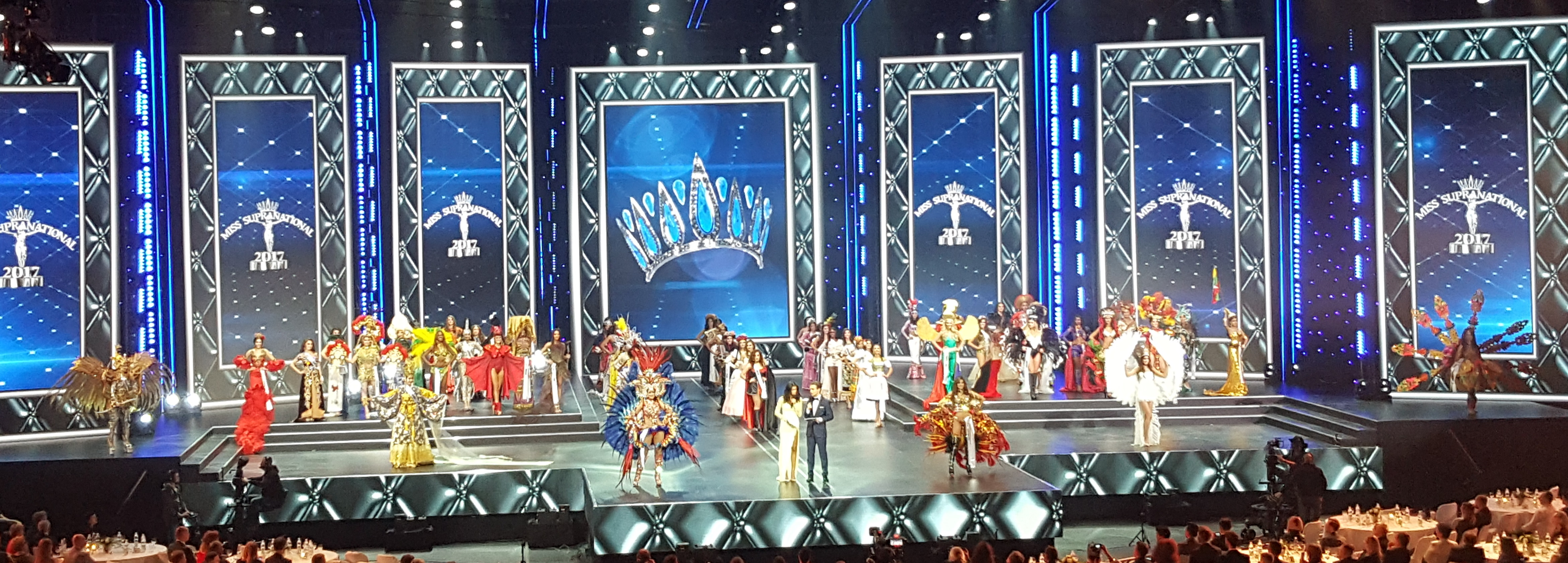
Miss Supranacional 2017
(final)

### Selección de representantes nacionales
A pesar de que Miss Supranacional no pide a los países franquiciantes un concurso nacional para elegir a su representante, existen algunos que realizan su propio concurso. La mayoría de las participantes son designadas por parte de las organizaciones nacionales, que se encargan de enviar representante a Miss Universo o Miss Mundo.

## Símbolos del concurso Miss Supranacional

### Logo
El logo del Miss Supranacional no ha sufrido grandes modificaciones desde su registro en el año 2009. Es de color dorado y está formado por la silueta de una mujer parada de puntillas con las piernas cruzadas sobre una base de tres peldaños, donde el escalón superior posee las iniciales de la organización propietaria del certamen WBA – World Beauty Association, la mujer totalmente erguida posee sus brazos extendidos horizontalmente un tanto por encima del hombro y sus manos apuntan levente hacia abajo; detrás de la figura femenina se centra el dibujo en contorno de una especie de mapa mundi con los contienentes de África, Europa y parte de Asia. Sobre la cabeza de la mujer siete puntos de diferentes tamaños se sobreponen de forma horizontal por debajo de la palabra "Miss Supranational" – en mayúscula – formando un arco que cubre casi por completo las figuras previamente descritas; el punto final de la pieza lo tiene una corona de cinco puntas con forma de pétalos sobre las letras distintivas del nombre del certamen.
En el año 2014 el logo sufrió un ligero cambio, la corona que se encuentra sobre la palabra "Miss Supranational" fue modificada por una más sencilla formada por siete puntas en forma de hoja.

### Corona

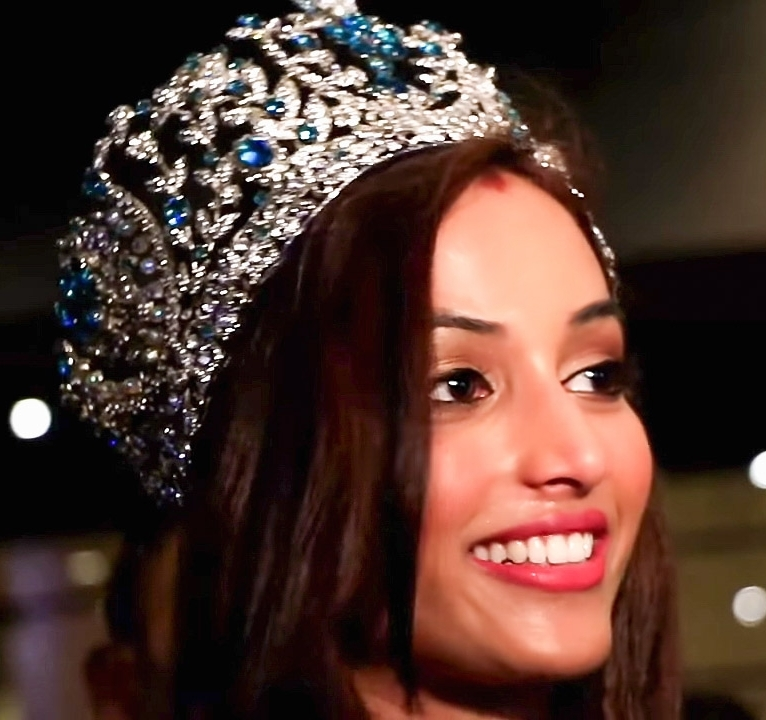
Corona del Miss Supranacional

Uno de los elementos más importantes de todo concurso de belleza es la corona, siendo el punto final de todo el evento – la coronación – donde se le adjudica el título definitivo a la portadora de dicha tiara. La "Corona Azul y Blanco" del Miss Supranacional, como se le conoce, está hecha sobre una fina base de plata bordeada de numerosos cristales blancos, diamantes y zafiros de color azul tenue; con un costo aproximado de U$D 300.000 la hacen una pieza de gran valor. La corona de Miss Supranacional desde su primera edición hasta hoy en la actualidad sigue siendo el mismo diseño; sin embargo, con el transcurso de los años, ha pasado por varias modificaciones pero sin perder su diseño original. La corona del Miss Supranacional fue elaborada por George Wittels, reconocido orfebre venezolano.
Dentro de las características más significativas, están su forma simétrica finamente enmarcada en el punto focal y central de la pieza, una flor de zafiro coronada, valga la redundancia, por un diamante blanco. Su elegancia resalta el factor supranacional de quien lleva la corona, cumpliendo con la misión principal del concurso, encontrar una mujer bella, fresca y con grandes aptitudes; esta corona minimalista ayuda a resaltar la belleza natural de la ganadora del Miss Supranacional.
Las Coronas de las finalistas desde el inicio del concurso en 2009, las cuatro finalistas reciben una pequeña tiara como reconocimiento, a excepción del año 2013, en donde las finalistas por única ocasión, no recibieron tiara por razones desconocidas.

### Bandas
La banda de la ganadora del concurso se ha mantenido similar durante casi todas las ediciones del certamen, un listón blanco un tanto ancho con los bordes, el logo de la organización en la parte superior y las letras del MISS SUPRANATIONAL – en mayúscula – a lo largo de la banda, en color dorado. Desde la edición del año 2009 hasta el 2012 las letras estaban centradas en el listón por encima del año de la edición del concurso. Para la edición del 2013 la banda se reduce un poco de ancho y las letras aumentan en tamaño, con el año de la edición seguidas del nombre del concurso en la parte inferior del listón, siendo la única en su clase. Desde la edición 2014 hasta la 2017 la banda mantuvo su ancho y letras pero el año se encuentra ahora en la parte superior del nombre de forma perpendicular, por debajo del logo de la organización. Desde la edición 2018 y hasta la fecha se mantuvieron las mismas características de las últimas ediciones a excepción del color del nombre del concurso que pasó a ser de un azul intenso.
Las bandas de las concursantes es un listón un tanto ancho de color blanco con los bordes, logo de la organización y nombre en mayúscula del país o territorio de color azul marino; las dos primeras ediciones de los años 2009 y 2010 mantuvieron este formato. Para los siguientes eventos del año 2011 y 2012 solo se modifican las letras del nombre que pasan a mayúsculas y minúsculas. En la edición del 2013 se cambia en los bordes de la banda, logo y nombre el color azul marino por un celeste. Para el 2014 el ancho de la banda disminuye y se le retira el color de los bordes, dejando el logo de la organización y el nombre del país o territorio en mayúscula de color azul marino. La última modificación que se mantiene hasta la fecha se dio en la edición 2015, donde el formato del año anterior permanece igual pero las letras y el logo pasan a color negro.

## Ganadoras
| Año  | País                                                                       | Miss Supranacional                                                         | Lugar                                                                      | Candidatas                                                                 |
| ---- | -------------------------------------------------------------------------- | -------------------------------------------------------------------------- | -------------------------------------------------------------------------- | -------------------------------------------------------------------------- |
| 2025 | Brasil                                                                     | Eduarda Braum                                                              | Nowy Sącz, Polonia                                                         | 66                                                                         |
| 2024 | Indonesia                                                                  | Harashta Haifa Zahra                                                       | Nowy Sącz, Polonia                                                         | 68                                                                         |
| 2023 | Ecuador                                                                    | Andrea Aguilera Paredes                                                    | Nowy Sącz, Polonia                                                         | 65                                                                         |
| 2022 | Sudáfrica                                                                  | Lalela Mswane                                                              | Nowy Sącz, Polonia                                                         | 69                                                                         |
| 2021 | Namibia                                                                    | Chanique Rabe                                                              | Nowy Sącz, Polonia                                                         | 58                                                                         |
| 2020 | No se realizó concurso internacional debido a la contingencia por Covid-19 | No se realizó concurso internacional debido a la contingencia por Covid-19 | No se realizó concurso internacional debido a la contingencia por Covid-19 | No se realizó concurso internacional debido a la contingencia por Covid-19 |
| 2019 | Tailandia                                                                  | Anntonia Porsild                                                           | Silesia, Polonia                                                           | 78                                                                         |
| 2018 | Puerto Rico                                                                | Valeria Vázquez Latorre                                                    | Krynica, Polonia                                                           | 72                                                                         |
| 2017 | Corea del Sur                                                              | Jenny Kim                                                                  | Krynica, Polonia                                                           | 71                                                                         |
| 2016 | India                                                                      | Srinidhi Ramesh Shetty                                                     | Krynica, Polonia                                                           | 76                                                                         |
| 2015 | Paraguay                                                                   | Stephanía Sofía Vázquez Stegman                                            | Krynica, Polonia                                                           | 82                                                                         |
| 2014 | India                                                                      | Asha Bhat                                                                  | Krynica, Polonia                                                           | 80                                                                         |
| 2013 | Filipinas                                                                  | Mutya Johanna Fontiveros Datul                                             | Minsk, Bielorrusia                                                         | 83                                                                         |
| 2012 | Bielorrusia                                                                | Yekaterina Buraya                                                          | Varsovia, Polonia                                                          | 75                                                                         |
| 2011 | Polonia                                                                    | Monika Lewczuk                                                             | Plock, Polonia                                                             | 70                                                                         |
| 2010 | Panamá                                                                     | Kerly Karina Pinilla Corro                                                 | Plock, Polonia                                                             | 66                                                                         |
| 2009 | Ucrania                                                                    | Oksana Moria                                                               | Plock, Polonia                                                             | 65                                                                         |

## Galería de ganadoras

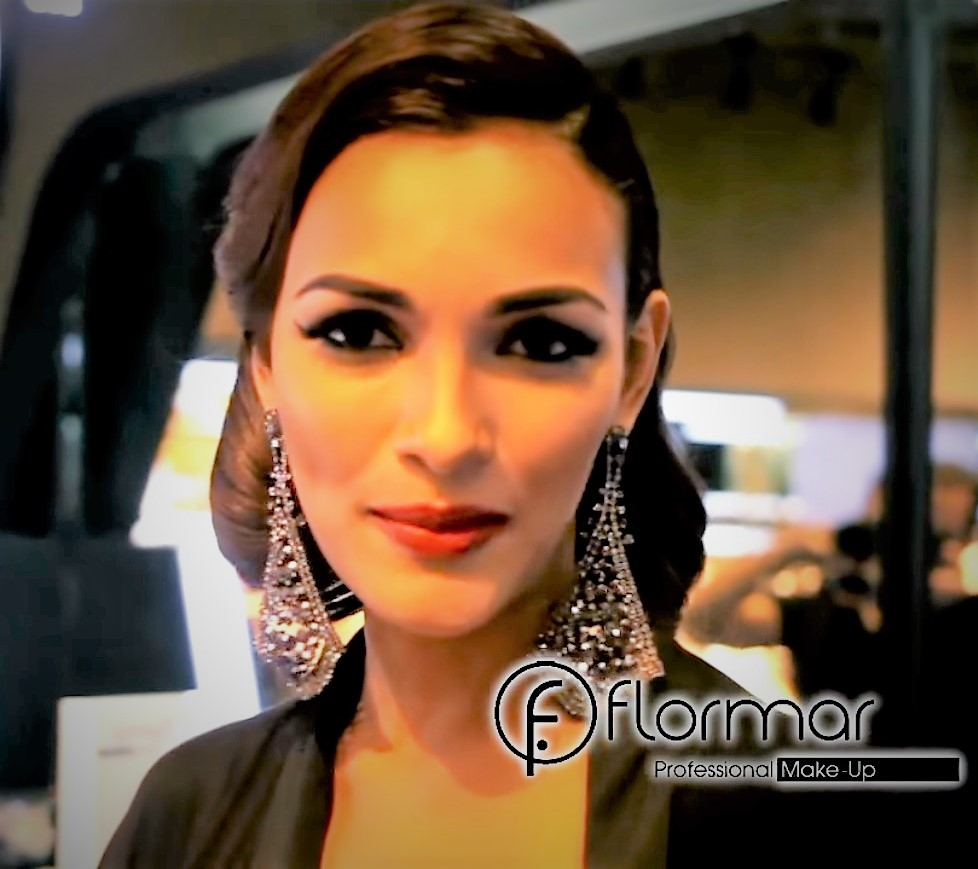
Miss Supranacional 2010 Kerly Pinilla
 Panamá
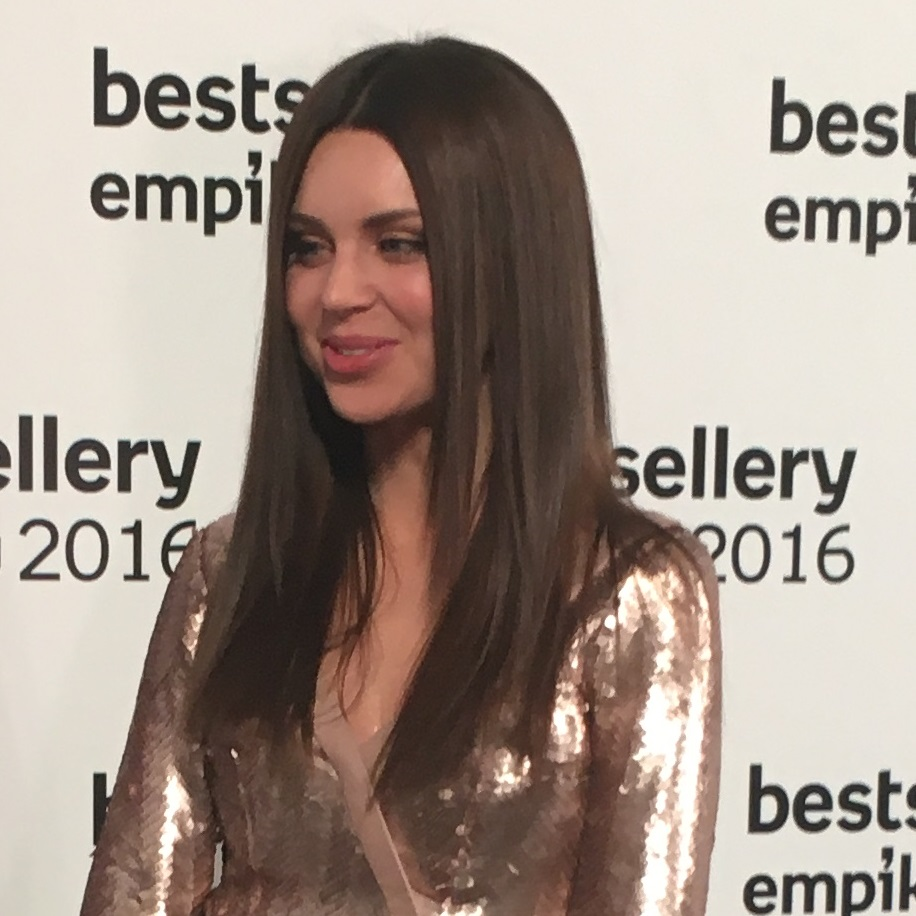
Miss Supranacional 2011 Monika Lewczuk Polonia
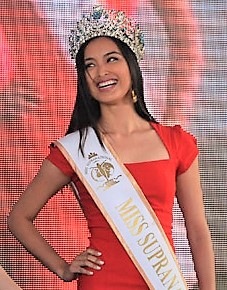
Miss Supranacional 2013 Mutya Datul Filipinas
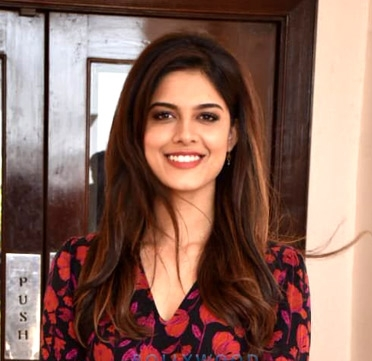
Miss Supranacional 2014 Asha Bhat India
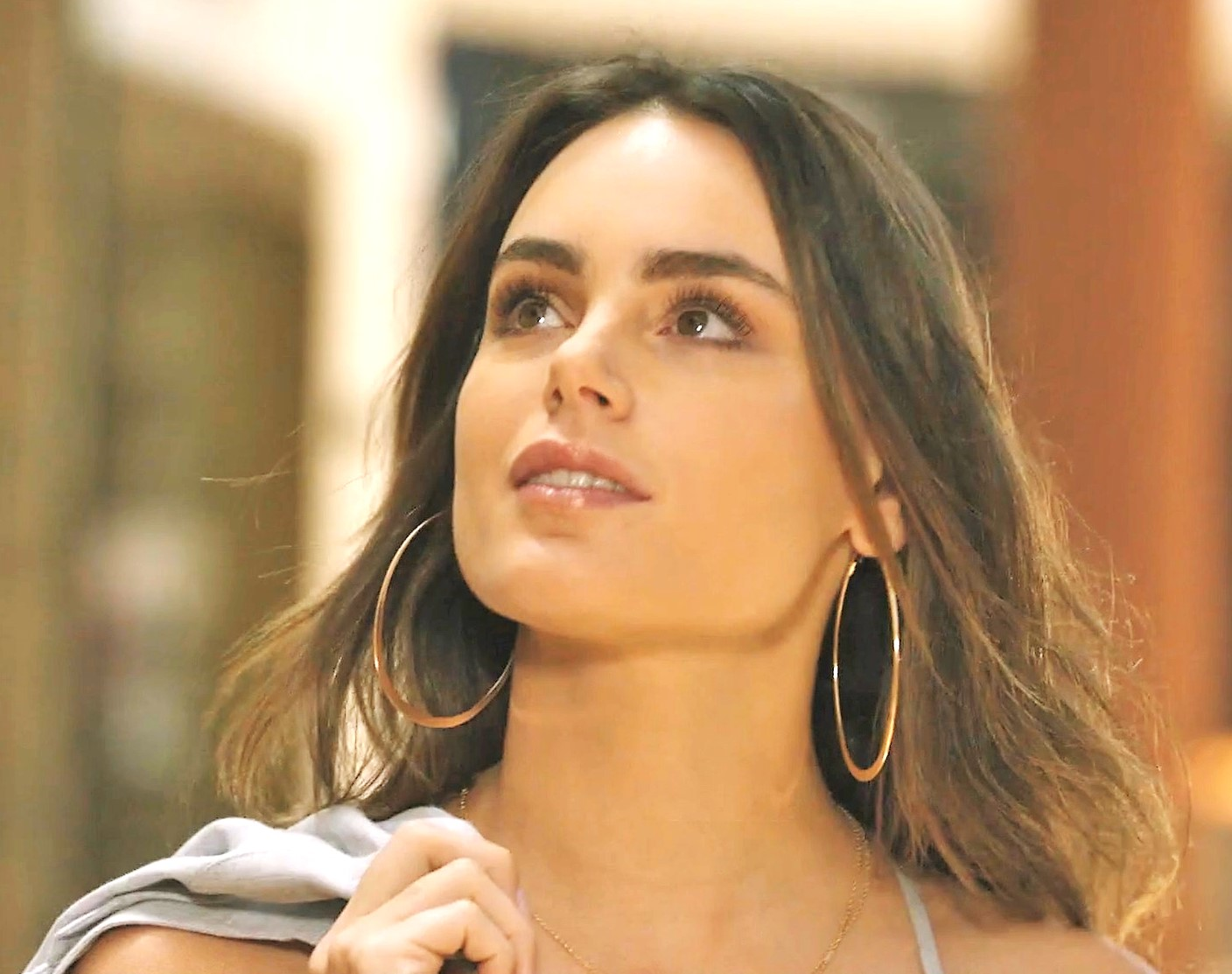
Miss Supranacional 2015 Stephanía Stegman Paraguay
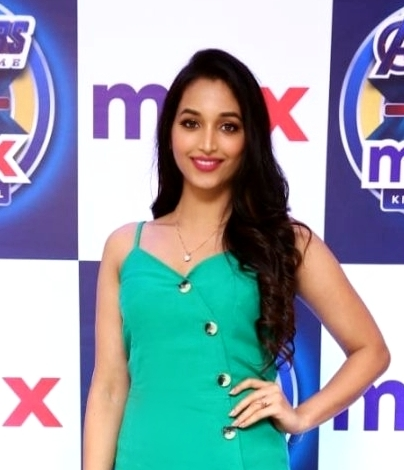
Miss Supranacional 2016 Srinidhi Shetty India
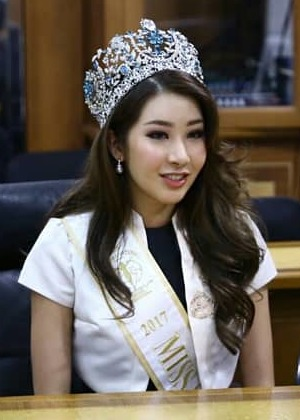
Miss Supranacional 2017 Jenny Kim Corea del Sur
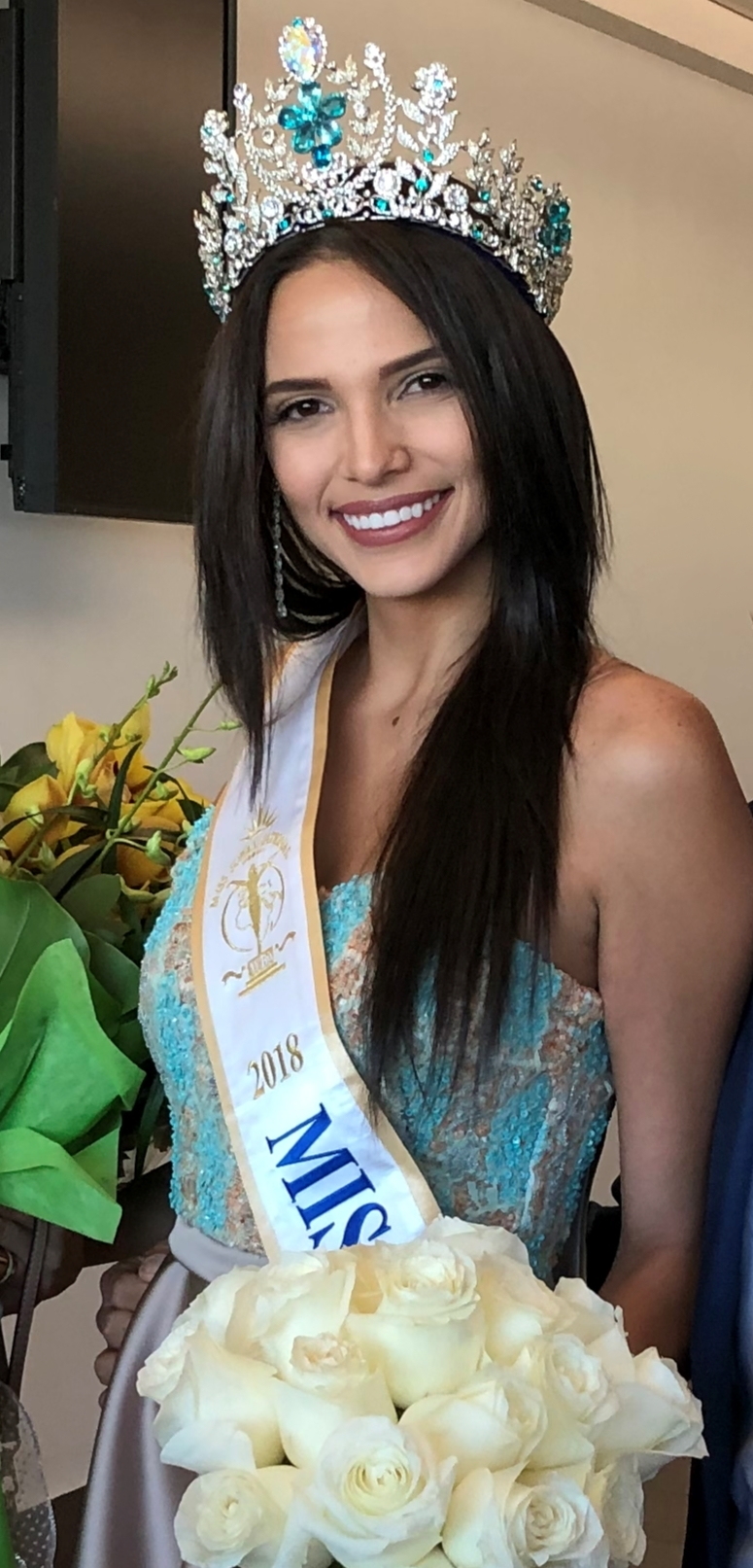
Miss Supranacional 2018 Valeria Vázquez Puerto Rico
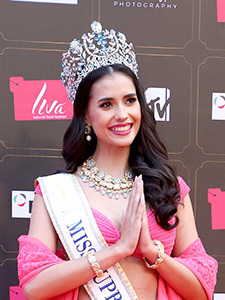
Miss Supranacional 2019 Anntonia Porsild Tailandia
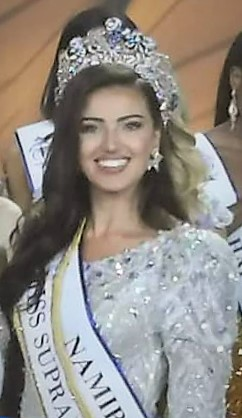
Miss Supranacional 2021 Chanique Rabe Namibia
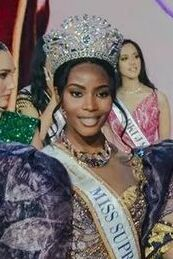
Miss Supranacional 2022 Lalela Mswane Sudáfrica
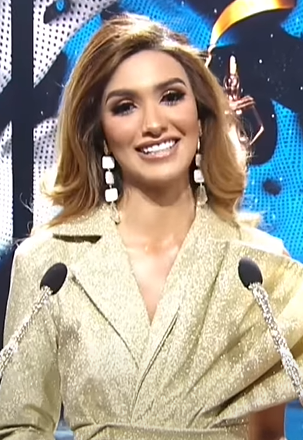
Miss Supranacional 2023 Andrea Aguilera Ecuador
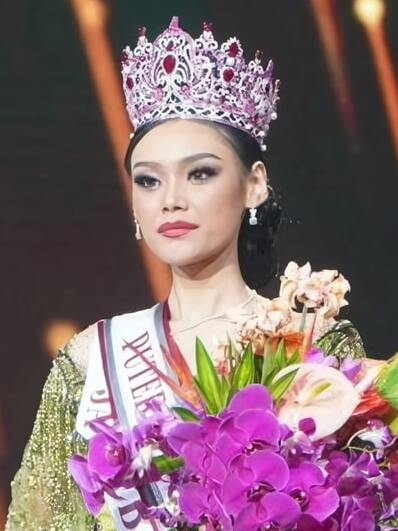
Miss Supranacional 2024 Harashta Haifa Zahra Indonesia

## Países ganadores
| País          | Títulos | Año(s)     |
| ------------- | ------- | ---------- |
| India         | 2       | 2014, 2016 |
| Brasil        | 1       | 2025       |
| Indonesia     | 1       | 2024       |
| Ecuador       | 1       | 2023       |
| Sudáfrica     | 1       | 2022       |
| Namibia       | 1       | 2021       |
| Tailandia     | 1       | 2019       |
| Puerto Rico   | 1       | 2018       |
| Corea del Sur | 1       | 2017       |
| Paraguay      | 1       | 2015       |
| Filipinas     | 1       | 2013       |
| Bielorrusia   | 1       | 2012       |
| Polonia       | 1       | 2011       |
| Panamá        | 1       | 2010       |
| Ucrania       | 1       | 2009       |